# August Ferdinand Wäldner

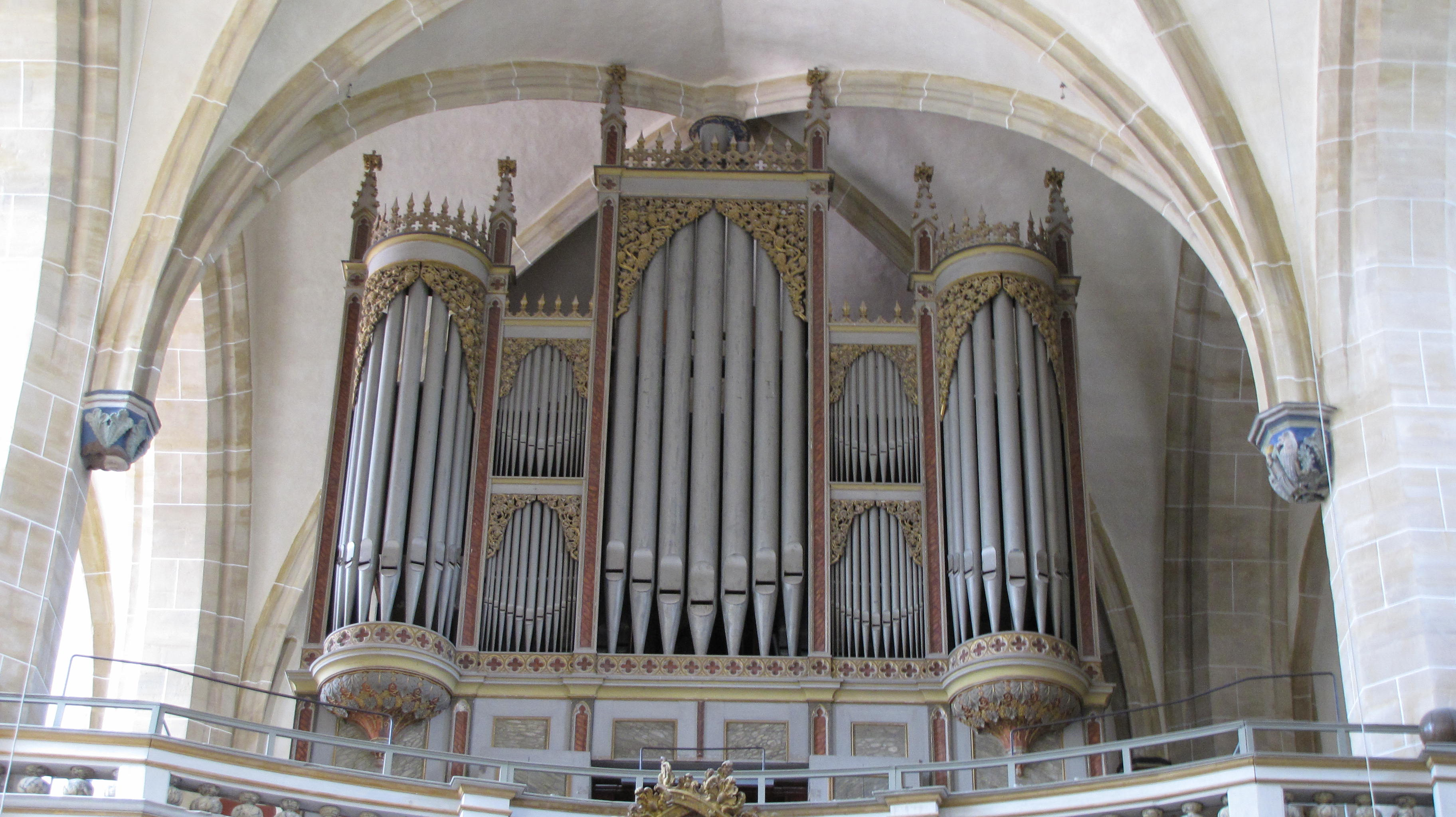
August Ferdinand Wäldner war am Schaffens-Höhepunkt seines Vaters Friedrich Wilhelm Wäldner – der Orgel im Halleschen Dom – beteiligt

August Ferdinand Wäldner (* 29. August 1817 in Halle (Saale); † 30. Juli 1905 ebenda) war ein deutscher Orgelbauer in Halle (Saale), der in Mitteldeutschland wirkte. Sein Vater Friedrich Wilhelm Wäldner hatte die Orgelwerkstatt gegründet, die er als ältester Sohn bis etwa 1897 weiterführte.

## Werdegang
August Ferdinand Wäldner unterstützte ab 1834 seinen Vater bei der Arbeit; ab 1839 war er bei ihm als Geselle tätig. Mit der Übernahme des väterlichen Geschäfts 1851 baute er seitdem Orgeln in Eigenverantwortung. Wegen der Krankheit des Vaters ist es wahrscheinlich, dass die bis 1852 ausgelieferten Instrumente auch auf ihn zurückzuführen sind. Während der Fertigstellung der großen Dom-Orgel in Halle unterzeichnete August Ferdinand bereits ab 1849 als Orgelbaumeister die Korrespondenz.
Am 9. November 1853 erwarb August Ferdinand Wäldner das hallesche Bürgerrecht. Er hatte am 11. Mai 1851 Dorothea Friederike Amalie Kellermann geheiratet, die die Tochter des Büchsenmachers Johann Chr. Kellermann (zweiter Vorname unbekannt) und Dorothea Christiane, geborene Lippert, war. August Ferdinand Wäldner hatte wahrscheinlich nur einen Sohn: Friedrich Wilhelm (Sic – Erst- und Zweitname nach dem eigenen Vater) wurde am 20. Dezember 1856 in Halle geboren und starb vor seinem Vater am 30. Mai 1904 in Hannover. 

## Bedeutung
Insgesamt schuf August Ferdinand Wäldner mindestens 52 Orgeln (Vater und Sohn zusammen mindestens 75), die sich heute belegen lassen (siehe folgendes Orgelverzeichnis) – mitunter ist noch Christian Wäldner, vermutlich ein Bruder von Friedrich Wilhelm Wäldner, benannt. Die Bedeutung des Wäldnerschen Betriebes liegt in der bemerkenswerten handwerklichen Qualität und Solidität sowie im ausgeprägt romantischen Klangstil der Orgeln. Friedrich Wilhelm Wäldner war der erste Orgelbaumeister der halleschen Region, der für die hochromantische Musik seiner Zeit entsprechende Klangvarianten für seine Orgeln entwickelte – eine Tradition, die sein ältester Sohn August Ferdinand Wäldner unverändert weiterführte. Für das 19. Jahrhundert sind Wäldner-Orgeln – neben den Orgeln von Friedrich Ladegast meist im Merseburger und Weißenfelser Raum – in ihrer klassischen Bauweise die bedeutendsten der Region, neben den Frühwerken der Werkstatt Rühlmann aus Zörbig. 

## Charakteristika
Wäldner blieb, wie sein Vater, stets dem traditionellen Orgelbau verpflichtet. Seine Instrumente sind durchweg rein mechanisch und mit Schleifladen erbaut. Neuerungen wie die Kegellade setzte Wäldner nicht ein. Ab 1860 treten vereinzelt wellenbrettlose Trakturen, vor allem als Strahlentraktur im Pedal, auf. Auch Schwell- bzw. Echowerke verwendet Wäldner nicht. Alle Orgeln sind höchstens zweimanualig, die Windladen stets in C- und Cis-Seite geteilt. Die Pedalstimmen werden sämtlich aus Holz gefertigt. Auch bei kleinen Orgeln tritt ein Principal 8' als Führungsstimme auf, an einigen Stellen wird dieser durch Streicher und Flöte substituiert. Zungenstimmen werden sparsam besetzt und kommen nur in großen Werken vor, wobei dann die Posaune 16′ als erstes hinzu tritt. Das Hauptwerk erhält ein Cornett als Zungenersatz oder eine Trompete. Der Klang ist warm und mischfähig, kraftvoll und raumfüllend, aber nicht aufdringlich oder hart.
Viele Instrumente sind heute zwar spielbar, aber restaurierungsbedürftig.

## Werkliste (Auswahl)
| Jahr         | Ort                  | Gebäude                                     | Manuale | Register | Bemerkungen |  |
| ------------ | -------------------- | ------------------------------------------- | ------- | -------- | --- |  |
| 1851         | Halle (Saale)        | Dom                                         | II/P    | 33       | Fertigstellung der Orgel, die sein Vater bereits begonnen hatte; 2017 bis 2019 durch Kristian Wegscheider restauriert →Orgel                                                                                            |  |
| 1854         | Lünow                | Dorfkirche                                  | I/P     | 7        | nicht erhalten, war ursprünglich für das Museum Viadrina in Frankfurt (Oder) vorgesehen, 2022 als Ersatzteilspender ausgeschlachtet für die Restaurierung der Wäldner-Orgeln in Gollwitz (Manual) und Zaschwitz (Pedal) |  |
| 1854         | Löbnitz an der Linde | Dorfkirche                                  | I/P     | 10       | erhalten, spielbar |  |
| 1854         | Mücheln (Geiseltal)  | St. Jakobi (Stadtkirche)                    | II/P    | 24       | verändert erhalten, bedingt spielbar →Orgel |  |
| 1855         | Naundorf (Dölbau)    | St. Petrus, Paulus und St. Ursula           | II/P    | 10       | erhalten, spielbar →Orgel |  |
| 1856         | Teutschenthal        | St. Vitus (Unterteutschenthal)              | II/P    | 16       | verändert erhalten, aber spielbar →Orgel |  |
| 1857         | Gatterstädt          | St. Georgi                                  | II/P    | 23       | erhalten, bedingt spielbar →Orgel |  |
| 1858         | Fienstedt            | St. Stephanus                               | II/P    | 13       | erhalten, nicht spielbar →Orgel |  |
| 1859         | Glaucha              | St. Georgen                                 | I/-     | 5        | Interimsorgel, aus älterem Material erbaut und nach Neubau der großen Orgel 1863 abgebaut Orgel |  |
| 1860         | Halle (Saale)        | St. Laurentius                              | II/P    | 22       | 1927 durch Neubau von Wilhelm Rühlmann ersetzt Orgel |  |
| 1860         | Lettin               | St. Wenzel                                  | I/P     | 8        | erhalten, spielbar →Orgel |  |
| 1860 (circa) | Halle (Saale)        | St. Hieronymus (Kapelle der Neuen Residenz) | II/P    | 13       | 1896 als Interimsorgel in die Propsteikirche versetzt, dort 1923 abgebrochen und verschwunden Orgel |  |
| 1861         | Zscherben            | St. Cyriakus                                | II/P    | 11       | als Fragment erhalten, nicht spielbar →Orgel |  |
| 1862/63      | Salzmünde            | Schul- und Bethaus                          | I/P     | 7        | erhalten, spielbar →Orgel |  |
| 1862/63      | Glaucha              | St. Georgen                                 | II/P    | 24       | nur Prospekt erhalten, Orgelwerk 1925 abgebaut und ersetzt, die Orgel besaß eine durchschlagende Posaune 16'. Orgel |  |
| 1864         | Zichtau              | Dorfkirche                                  | I/-     | 5        | spielbar |  |
| 1865         | Gollma               | Dorfkirche                                  | II/P    | 24       | erhalten, spielbar →Orgel |  |
| 1865         | Niemberg             | St. Ursula                                  | II/P    | 16       | verändert erhalten, spielbar →Orgel |  |
| 1866/67      | Alsleben             | St. Johannis und St. Gertrud                | II/P    | 24       | verändert erhalten, spielbar |  |
| 1868         | Peißen               | St. Wenzel                                  | II/P    | 13       | erhalten, spielbar →Orgel |  |
| 1868         | Klein Kreutz         | Dorfkirche                                  | I/P     | 8        | 1994 repariert, spielbar |  |
| 1869         | Gollwitz             | Dorfkirche                                  | I/P     | 8        | nach jahrzehntelanger Stilllegung 2022 durch Alexander Schuke Potsdam Orgelbau rekonstruiert und restauriert |  |
| 1870         | Trebitz              | Dorfkirche                                  | II/P    | 11       | 1982 nach Templin versetzt, verändert erhalten |  |
| 1872         | Sandersleben         | St. Marien                                  | II/P    | 24       | heute 25 Stimmen, grundsätzlich erhalten, nicht spielbar |  |
| 1874         | Zaschwitz            | Dorfkirche                                  | I/P     | 7        | 1966 stillgelegt, nach 1978 ausgeplündert, seit 2022 rekonstruiert als Schulorgel der CJD Christophorusschule Rostock in Verwendung                                                                                     |  |
| 1874         | Brachwitz            | St. Michael                                 | I/P     | 7        | verändert erhalten, spielbar |  |
| 1874         | Ihlow                | Dorfkirche                                  | I/P     | 7        | 2021 durch Benjamin Welde (Zittau) restauriert |  |
| 1877         | Hohenthurm           | Martin-Luther-Kirche                        | II/P    | 14       | erhalten, teilweise spielbar →Orgel |  |
| 1877         | Passendorf (Halle)   | Dorfkirche                                  | II/P    | 12       | nicht erhalten |  |
| 1881         | Landsberg            | St. Nikolai                                 | II/P    | 13       | erhalten, spielbar →Orgel |  |
| 1883         | Friedrichsschwerz    | Dorfkirche                                  | I/-     | 4        | nicht erhalten |  |
| 1884         | Lieskau              | Dorfkirche                                  | I/P     | 9        | verändert erhalten, spielbar →Orgel |  |
| 1884         | Weseram              | Dorfkirche                                  | I/P     | 8        | nach 1945 ausgeplündert und nachfolgend mit Fremdmaterial aufgefüllt; 2008 durch Jörg Stegmüller restauriert; 6 Wäldner-Metallpfeifen und fast alle Holzpfeifen erhalten, Rest neu                                      |  |
| 1887         | Bamme                | Dorfkirche                                  | I/P     | 6        | erhalten, spielbar; eine zwischenzeitlich pneumatisch ergänzte Streicherstimme ist wieder entfernt worden |  |

### Opera
Dieses Verzeichnis hat Michael Wünsche 2006 erstellt. Es ist alphabetisch nach Ortsnamen geordnet (Reihenfolge: Ort, Postleitzahl, Orgel-Standort (Kirche o. ä.), Baujahr, ggf. Erbauer). Hinweis: Diese Auflistung zeigt, wo ursprünglich Orgeln von August Ferdinand Wäldner standen – was nicht zwangsläufig bedeutet, dass die jeweilige Orgel aktuell noch dort steht und/oder spielbar ist. Nähere Informationen enthält die Magisterarbeit.
- Alsleben 06425, Evangelische Kirche St. Gertrudis, 1866 oder 1867.
- Bamme 14715 (Landkreis Havelland), Evangelische Kirche, 1886/1887.
- Bergzow 39307 (Jerichower Land), Dorfkirche, 1873.
- Böllberg 06128 (Halle), Evangelische Kirche St. Nikolaus, 1854.
- Brachwitz 06198 (Saalekreis), Evangelische Kirche, 1874.
- Brandenburg 14776, Zuchthaus, 1883.
- Fienstedt 06198 (Saalekreis), Evangelische Kirche St. Stephani, 1858.
- Friedrichsschwerz 06198 (Saalekreis), Evangelische Kirche, 1883.
- Gatterstädt 06268 (Kreis Merseburg-Querfurt), Evangelische Kirche St. Georgii, ca. 1857.
- Gollma 06188 (Saalekreis), Evangelische Kirche, 1865.
- Gollwitz 14778 (Ortsteil von Brandenburg), Evangelische Dorfkirche, 1869.
- Gräfenhainichen 06773 (Kreis Wittenberg), Paul-Gerhardt-Kapelle, 1844; Friedrich Wilhelm, Christian, August Ferdinand Wäldner
- Gräningen 14715 (Landkreis Havelland), Evangelische Kirche, 1889.
- Halle 06108, Evangelisch-reformierte Domgemeinde, 1846.
- Halle 06108, Evangelisch-reformierte Domgemeinde, 1847–1851; Friedrich Wilhelm, Christian, August Ferdinand Wäldner
- Halle 06110, Evangelische Kirche St. Georg, 1859.
- Halle 06108, Evangelische Kirche St. Laurentius, 1860.
- Halle 06110, Evangelische Kirche St. Georg, 1862–1863 (op. 30).
- Halle, ehemaliges Stadtgymnasium, 1879.
- Hohenthurm 06188 (Saalekreis), Evangelische Kirche, 1877.
- Ihlow 14913 (Kreis Teltow-Fläming), Evangelische Kirche, 1874.
- Klein Lauchstädt 06246 (Kreis Merseburg Querfurt), Evangelische Kirche, 1874.
- Klein Kreutz 14778 (Landkreis Potsdam-Mittelmark), Evangelische Kirche, 1868.
- Köckern 06794 (Landkreis Bitterfeld), nach 1852.
- Kötzschau 06231 (Kreis Merseburg), Evangelische Kirche, 1847; Friedrich Wilhelm oder August Ferdinand Wäldner
- Landsberg 06188 (Saalekreis), Evangelische Stadtkirche St. Nikolai.
- Lettin 06120 (Saalekreis), Evangelische Kirche St. Wenzel, 1860.
- Lieskau 06120 (Saalekreis), Evangelische Kirche, 1881 oder 1884.
- Löbnitz an der Linde 06369 (Kreis Köthen), Evangelische Kirche, 1854.
- Lünow 14778 (Landkreis Potsdam-Mittelmark), Evangelische Kirche, 1854.
- Möthlitz 14715 (Landkreis Havelland), Evangelische Kirche, zwischen 1890 und 1900.
- Mücheln 06249 (Kreis Merseburg), Evangelische Stadtkirche St. Jacobi, 1984.
- Naundorf/Dölbau 06164 (Saalekreis), Evangelische Kirche St. Ursulae, 1855.
- Niemberg 06188 (Saalekreis), Evangelische Kirche St. Ursulae, 1865.
- Nißmitz 06632 (Burgenlandkreis), Evangelische Kirche, um 1853; Friedrich Wilhelm oder August Ferdinand Wäldner
- Oberwiederstedt 06333 (Mansfelder Land), Evangelische Kirche, 1876.
- Passendorf 06193, Evangelische Kirche, 1877.
- Peißen 06188 (Saalekreis), Evangelische Kirche St. Wenzel, 1868.
- Salzmünde 06198 (Saalekreis), Evangelisches Schul- und Bethaus, Betsaal, 1860.
- Sandersleben 06456 (Kreis Aschersleben-Staßfurt), Evangelische Kirche St. Marien, 1873.
- Schmetzdorf 14715 (Landkreis Havelland), Evangelische Kirche, 1848.
- Trebitz bei Wettin 06198 (Saalekreis), Evangelische Kirche St. Laurentius, 1870.
- Unterfarnstädt 06279 (Kreis Merseburg-Querfurt), Evangelische Kirche, 1843; Friedrich Wilhelm, Christian, August Ferdinand Wäldner
- Unterteutschenthal 06179 (Saalekreis), Evangelische Kirche St. Viti, 1856.
- Vehlen 14789 (Landkreis Potsdam-Mittelmark), Evangelische Kirche, 1865.
- Weseram 14778 (Landkreis Potsdam-Mittelmark), Evangelische Kirche, 1884.
- Woltersdorf 14789 (Landkreis Potsdam-Mittelmark), Evangelische Dorfkirche Woltersdorf, 1872.
- Wörmlitz 06128 (Halle), Evangelische Kirche St. Petri, 1856.
- Zaschwitz 06198 (Saalekreis), Evangelische Kirche, 1873.
- Zichtau 39638 (Altmarkkreis Salzwedel), Evangelische Kirche, 1864.
- Zscherben 06179 (Saalekreis), Evangelische Kirche St. Cyriakus, 1861.